# 沙贾·巴特罗夫
沙贾·巴特罗维奇·巴特罗夫（俄語：Шаджа Батырович Батыров，1908年9月20日（格里历：10月3日）—1965年10月14日），土库曼人，苏联党和国家领导人，历史学博士学位。曾担任土共中央第一书记，土库曼苏维埃社会主义共和国科学院院长等职。

## 生平
- 1908年9月20日（格里历：10月3日）出生于沙俄外里海州德斯特村的一个土库曼富商家庭。
- 1929年-1930年，土库曼Bakharden区Karagai村乡村教师。1930年加入联共（布）。
- 1930年-1932年，Bakharden村寄宿学校校长。
- 1932年-1934年，阿什哈巴德教育学院学习。
- 1934年-1936年，阿什哈巴德教育学院研究生院学习，兼任阿什哈巴德教育学院教师。
- 1936年-1937年3月，《扫盲斗争报》编辑，《苏维埃土库曼报》副总编辑，党组负责人。
- 1937年3月-1939年1月，《苏维埃土库曼报》编辑。期间，1938年-1939年，苏联科学院土库曼分院语言文学研究所所长。
- 1939年3月-9月，土库曼苏维埃社会主义共和国教育人民委员。
- 1939年9月-1940年，苏联科学院土库曼分院语言文学研究所所长。
- 1940年-1942年，土库曼苏维埃社会主义共和国人民委员会文艺部主任。
- 1942年5月-1946年，土共（布）中央宣传鼓动部党组书记。期间，1946年-1947年9月，土共（布）中央第二书记。
- 1947年3月-1948年2月，土库曼苏维埃社会主义共和国最高苏维埃主席。
- 1947年9月-1951年6月，土共（布）中央第一书记。
- 1951年-1954年，联共（布）中央社科院研究生院学习。1954年获得历史学副博士学位。
- 1954年-1959年6月，土库曼国立教育学院苏共党史系主任。
- 1959年6月-1965年10月，土库曼苏维埃社会主义共和国科学院院长。1962年获历史学博士学位（苏联社会主义国家的建立与发展方向）。
- 1965年10月14日于阿什哈巴德逝世，享年57岁。

巴特罗夫是第2届苏联最高苏维埃民族院代表，第3届苏联最高苏维埃联盟院代表。

## 荣誉
- 两次列宁勋章
- 劳动红旗勋章
- 一级卫国战争勋章
- 荣誉勋章